# Up (Cardi B)
Up è un singolo della rapper statunitense Cardi B, pubblicato il 5 febbraio 2021 e incluso secondo album in studio Am I the Drama?.
È stato in lizza per il Grammy Award alla miglior interpretazione rap ed è stato premiato con un American Music Award.

## Promozione
Nell'ambito dei Grammy Award del 14 marzo 2021 Cardi B ha eseguito il brano in un medley con WAP. Heran Mamo per Billboard ha eletto l'esibizione dell'artista la migliore della serata.

## Video musicale
Il video, diretto da Tanja Muïn'o, è stato reso disponibile in concomitanza con l'uscita del brano. Ha ottenuto una candidatura come video dell'anno ai BET Award.

## Tracce
Testi e musiche di Belcalis Almanzar, Jordan Thorpe, James D. Steed, Edis Selmani, Matthew "Sean Island" Allen e Joshua Baker.
1. Up – 2:36

## Formazione
- Cardi B – voce
- Yung Dza – produzione
- DJ SwanQo – produzione
- Sean Island – produzione
- Evan LaRay – ingegneria del suono
- Colin Leonard – mastering
- Leslie Brathwaite – missaggio

## Successo commerciale
Up ha esordito alla 2ª posizione della Billboard Hot 100, bloccata da Drivers License di Olivia Rodrigo, divenendo la nona top ten dell'artista e il più grande debutto per una rapper femminile nella classifica da Doo Wop (That Thing) di Lauryn Hill che esordì alla vetta nel 1998, nonché la canzone più riprodotta in streaming e venduta digitalmente nel corso della settimana. Nella medesima settimana ha totalizzato 31,2 milioni stream, 14,9 milioni ascoltatori radiofonici e 37 000 vendite pure (incluse quelle acquistate in formato CD attraverso il sito web dell'interprete). Dopo essere scesa al 5º posto la settimana seguente, è ritornata alla posizione di partenza nella pubblicazione del 6 marzo 2021 con 9 000 copie digitali, segnando un incremento dell'8% degli stream a 24,3 milioni e del 20% degli ascoltatori via radio a 22,8 milioni. In seguito all'esibizione della rapper ai Grammy Award annuali Up è salito in vetta alla classifica, segnando la quinta numero uno di Cardi B che ha così esteso il suo record di rapper donna con il maggior numero di singoli numero uno nella classifica. Nel corso della settimana ha riscontrato un decremento del 5% delle riproduzioni in streaming a 22,7 milioni e un incremento del 96% nelle vendite digitali a 18 000 download. La settimana seguente, seppur abbia incrementato gli stream e l'audience radiofonica rispettivamente del 3 e 1% a 23,5 e 35,2 milioni, il singolo è sceso nuovamente alla 2ª posizione della Billboard Hot 100, cedendo il vertice a Peaches di Justin Bieber.

## Classifiche

### Classifiche settimanali
| Classifica (2021) | Posizione massima |
| ----------------- | ----------------- |
| Australia         | 11                |
| Austria           | 69                |
| Belgio (Fiandre)  | 51                |
| Canada            | 7                 |
| Francia           | 169               |
| Germania          | 99                |
| Grecia            | 5                 |
| Irlanda           | 10                |
| Islanda           | 30                |
| Lituania          | 17                |
| Nuova Zelanda     | 14                |
| Paesi Bassi       | 94                |
| Panama            | 82                |
| Portogallo        | 36                |
| Regno Unito       | 16                |
| Repubblica Ceca   | 76                |
| Romania           | 44                |
| Singapore         | 29                |
| Slovacchia        | 22                |
| Stati Uniti       | 1                 |
| Svezia            | 97                |
| Svizzera          | 47                |
| Ungheria          | 24                |

### Classifiche di fine anno
| Classifica (2021) | Posizione |
| ----------------- | --------- |
| Australia         | 46        |
| Canada            | 50        |
| Islanda           | 83        |
| Regno Unito       | 89        |
| Stati Uniti       | 26        |
| Ungheria          | 84        |

## Date di pubblicazione
| Paese                 | Data             | Formato                          | Etichetta    | Nota          |
| --------------------- | ---------------- | -------------------------------- | ------------ | ------------- |
| Mondo                 | 5 febbraio 2021  | CD, download digitale, streaming | Atlantic     | [ 41 ] [ 42 ] |
| Italia                | 5 febbraio 2021  | Contemporary hit radio           | Warner Italy | [ 43 ]        |
| Regno Unito           | 5 febbraio 2021  | Urban contemporary               | Warner UK    | [ 44 ]        |
| Regno Unito           | 12 febbraio 2021 | Contemporary hit radio           | Warner UK    | [ 45 ]        |
| Stati Uniti d'America | 2 marzo 2021     | Contemporary hit radio           | Atlantic     | [ 46 ]        |